# تنوره دیو
تنوره دیو (به انگلیسی: Dust devil) نوعی گردباد قوی، به خوبی شکل‌گرفته و نسبتاً کوتاه‌مدت است و به یک ستون هوای متلاطم ضعیف گویند که حرکت دورانی دارد و برخلاف توفانِ پیچنده به هیچ ابری متصل نیست.
اندازه تنوره دیو از کوچک (۱۸ اینچ / نیم متر عرض و چند یارد / متر ارتفاع) تا بزرگ (بیش از ۳۰ فوت / ۱۰ متر عرض و بیش از نیم مایل / ۱ کیلومتر ارتفاع) متغیر است. حرکت عمودی اولیه این پدیده به سمت بالا است. این جریان‌های بالاروندهٔ (فرازندهٔ) هوایی بر روی خشکی و در زیر آفتاب و هوای خشک به دور از شرایط متعارف توفانی ایجاد می‌شوند.
تنوره‌های دیو معمولاً بی‌ضرر هستند، اما در موارد نادر می‌توانند به اندازه ای بزرگ شوند که هم برای مردم و هم برای اموال تهدید محسوب شوند.
تنوره دیو با پیچند قابل مقایسه است، از این نظر که هر دو یک پدیده وضع هوا هستند که شامل یک ستون چرخان باد با جهت عمودی است. بیشتر توفندها با گردش پدیده بزرگ‌تر و اصلی خود یعنی میان‌چرخند در پشت توفان تندری ابرسلولی همراه هستند. تنوره دیو تحت شرایط آفتابی در طول هوای مناسب به صورت یک جریان صعودی چرخان تشکیل می‌شود، و شدت آن به ندرت به شدت یک پیچند نزدیک می‌شود.

## نام‌گذاری
ترجمه تحت‌اللفظی تنوره دیو از انگلیسی، دیو گردوخاک است. این پدیده به نام دیو کثیف (dirt devil) نیز شناخته می‌شود.
تنوره دیو در استرالیا بیشتر با عنوان "ویلی ویلی" شناخته می‌شود. در ایرلند، تنوره دیو به عنوان "sí gaoithe" یا "باد پری" شناخته می‌شود.

## تنوره‌های دیو در مریخ
تنوره‌های دیو مریخ، گردبادهای همرفتی اتمسفری هستند که در سطح مریخ روی می‌دهند. این پدیده‌ها با داده‌های ارسالی از برنامه وایکینگ ناسا کشف شده و توسط ماهواره‌های در حال گردش و مریخ‌نوردهای سطحی در مأموریت‌های بعدی عکسبرداری شده‌اند. اگرچه تنوره‌های دیو مریخی از نظر شکل‌گیری و ظاهر با تنوره‌های دیو زمینی قابل مقایسه هستند ولی تنوره‌های دیو مریخ می‌توانند چندین برابر بزرگتر از آنهایی باشند که روی زمین یافت می‌شوند. تنوره‌های دیو مریخی می‌توانند به اندازه کافی قدرتمند باشند که تهدیدی برای مریخ نوردها و سایر فناوری‌ها باشند، اگرچه برخی از رویارویی‌های مستندشده در واقع برای با تمیز کردن مریخ‌نوردها از گرد و غبار مفید بوده است.